# Mortal Kombat
Mortal Kombat (від англ. Mortal Combat — Смертельна Битва) — серія відеоігор жанру файтинг, створених Едом Буном і Джонном Тобіасом. Спочатку була розроблена Midway Games для аркадних ігрових автоматів, та відомішою стала після переносу Acclaim Entertainment на домашні ігрові консолі. Після банкрутства Midway в липні 2009 року, франшиза стала частиною Warner Bros. Interactive Entertainment.
Початково у розробників була ідея зробити відеогру, де в головній ролі виступав би Жан-Клод Ван Дамм, але замість цього був створений і вийшов 1992 року Mortal Kombat. Оригінальна гра отримала продовження в іграх, фільмах, мультфільмах, телесеріалах і літературі. Вийшли серії коміксів, карткова гра, а також організований тур з костюмованим шоу. Поряд зі Street Fighter від Capcom, Mortal Kombat є однією з найуспішніших і найвпливовіших бойових франшиз в історії відеоігор.
Серія відома високим рівнем насильства і своєю системою кривавих добивань — Fatality, що вимагає послідовності натискання кнопок для виконання, які зокрема призвели до створення ESRB. У назві серії використовується буква «K» (кей) замість «C» (сі) для жорсткого звуку [K]. Ранні ігри були особливо відомі реалістичними спрайтами з оцифрованих рухів живих акторів, а також широким використанням палітри для створення нових персонажів.

## Ігри серії

Бій в Mortal Kombat (2011)

### Основна серія
- Mortal Kombat (1992)
- Mortal Kombat II (1993)
- Mortal Kombat 3 (1995)
  - Ultimate Mortal Kombat 3 (1995)
    - Mortal Kombat Advance (2001)
    - Ultimate Mortal Kombat (2007)
- Mortal Kombat Trilogy (1996)
- Mortal Kombat 4 (1997)
- Mortal Kombat Quadrilogy (1998)
  - Mortal Kombat Gold (1999)
- Mortal Kombat: Deadly Alliance (2002)
- Mortal Kombat: Tournament Edition (2003)
- Mortal Kombat: Deception (2004)
  - Mortal Kombat: Shaolin Monks (2005)
  - Mortal Kombat: Unchained (2006)
- Mortal Kombat: Armageddon (2006)
  - Mortal Kombat: Unchained (2006)
- Mortal Kombat vs. DC Universe (2008)
- Mortal Kombat 9 (2011)
- Mortal Kombat X (2015)
  - Mortal Kombat XL (2016)
- Mortal Kombat 11 (2019)
  - Aftermath (2020)
- Mortal Kombat 1 (2023)

### Спін-офи
- Mortal Kombat Mythologies: Sub-Zero (1997)  — перша гра жанру Action-adventure в серії. Сюжет показує пригоди Саб-Зіро, які відбувалися перед першою Mortal Kombat основної серії.
- Mortal Kombat: Special Forces (2000) — Action-adventure про боротьбу Джакса з Кано і кланом Чорний Дракон.
- Mortal Kombat: Shaolin Monks (2005) — Action-adventure в якому головними героями стали Лю Кенг і Кунг Лао. Сюжетно ця гра є альтернативним переказом подій Mortal Kombat II.
- Mortal Kombat vs. DC Universe (2008) — кроссовер між франшизами Mortal Kombat і DC.

## Ігровий процес

Бій в Mortal Kombat (1992)

Більшість ігор серії Mortal Kombat є двовимірними файтингами. Управління персонажем здійснюється за допомогою натискання відповідних кнопок, і складається з його переміщення ареною та здійсненням ударів. Залежно від відстані та зайнятої позиції, гравець може виконувати аперкоти, удари з розвороту, удари з розмаху, і підсічки. Бій триває кілька раундів, за результатами яких визначається переможець.

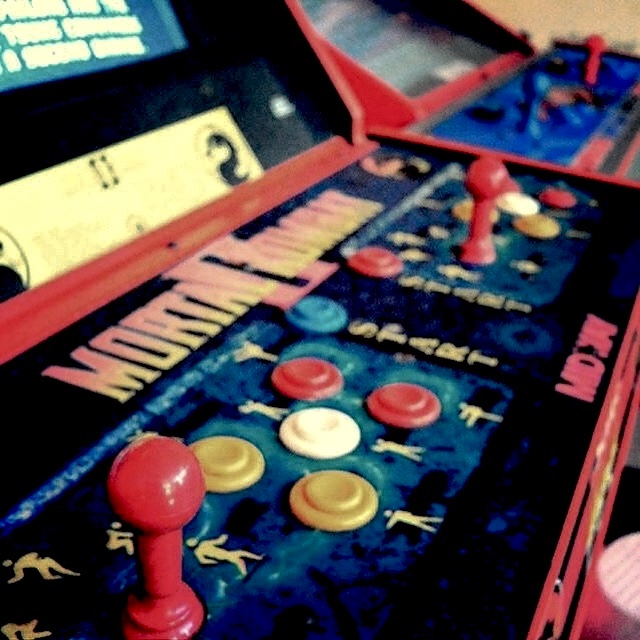
Аркадний термінал для Mortal Kombat II

Серія відома таким елементом ігрового процесу як Fatality — завершальною дією зі знерухомленим противником наприкінці фінального раунду. Зазвичай добивання призводить до смертельного результату. Варіаціями Fatality є: Animality (персонаж перетворюється на тварину і добиває противника), Babality (жартівлива відповідь розробників на критику жорстокості Fatality, коли противник перетворюється на немовля), Brutality (комбінація ударів, яка завершується розбиванням противника на шматки), Friendship (комічний дружній жест, коли переможець залишає суперника цілим і битва завершується), Hara-Kiri (противник здійснює самогубство), Heroic Brutality (добивання для героїв DC в грі Mortal Kombat vs. DC Universe, яке не обов'язково завершується смертю противника, попри зображуване на екрані), Stage Fatality (добивання з використанням оточення).
З виходом нових ігор вносилися нові елементи, так в Mortal Kombat Trilogy була додана смужка енергії, при заповненні якої боєць збільшував силу і швидкість.
Першою грою серії з використанням тривимірної графіки була Mortal Kombat 4. У ній була додана можливість переміщатися по арені в трьох вимірах, ходити маленькими кроками, які дають свої переваги, та використовувати в бою зброю. На аренах знаходилися об'єкти, які можна було підбирати і жбурляти в противника.
Пізніші ігри використовували тривимірну графіку, але сам бій відбувався в площині. В Mortal Kombat: Deception було введено переривання ланцюжків ударів. З виходом Mortal Kombat: Armageddon у бійців залишилося тільки два стилі — один рукопашний і один зі зброєю. Система «Aerial Kombat» дозволяла підкидати противника в повітря і робити комбінацію ударів. Функція «Parry» давала можливість відбивати удари.
В Mortal Kombat 9 кожен боєць отримав повністю індивідуальні бойові стилі. Повернулася смужка енергії, розділеної на три сегменти, що відповідає посиленим версіям прийомів. Повністю заповнена смужка дозволяє здійснити X-Ray-прийом, який забирає в противника третину здоров'я, а сама атака і завдані нею ушкодження демонструються з показом кісток і органів противника, подібно до рентгенівського знімку.
У грі 2015 року Mortal Kombat X у бійців додалася шкала витривалості, яка вичерпується при використання бігу, перекатів і т.п. У кожного персонажа з'явилося по три спеціалізації, одну з яких можна вибрати перед боєм. Ще одним нововведенням стали фракції персонажів, які визначають доступні додаткові прийоми.

## Міфологія серії
Всесвіт Mortal Kombat описує відносини кількох паралельних світів, якими правлять Старші Боги. На початку часів крім Старших Богів існувала Єдина Сутність, яка живилася їхньою силою. Боги оголосили війну Єдиної Сутності і розділили її на безліч частин, з яких утворилися світи (царства), в яких згодом розвинулося життя та різні раси. Всього існувало 6 головних світів: Земне Царство (Земля), Пекло, Зовнішній Світ, Сейдо (Царство Порядку), Царство Хаосу і Еденія.
Крім Старших Богів існують молодші, такі як бог грому Рейден чи бог вітру Фуджін, які можуть набувати людського вигляду, але з цим і зменшуючи свою силу. Боги смертні, наприклад можуть бути знищені іншим богом, і молодше божество здатне стати Старшим. Єдиним однозначно злим богом в Mortal Kombat є Шіннок, котрий хотів мати більше могутності за інших, за що був ув'язнений у Пеклі.
Упродовж сюжетів ігор, фільмів та іншої продукції франшизи Mortal Kombat Зовнішній Світ неодноразово намагається захопити і приєднати до себе інші світи, чому протистоять бійці Земного та інших царств.

## Сюжет

### Оригінальна серія
Передісторія оригінальної гри повідомляється в Mortal Kombat Trilogy. Тисячі років тому група мудреців з Далекого Сходу, завдяки дару пророцтва, отримала інформацію про Зовнішній світ, яким правив Імператор Шао Кан. Знаючи, що рано чи пізно Імператор вторгнеться на Землю, мудреці звернулися до Старших Богів за допомогою. Боги створили закон, за яким приєднувати одні світи до інших можна було тільки здобувши 10 перемог в турнірі Смертельної Битви (Mortal Kombat), яка відбувається кожні 50 років. Таким чином Шао Кан і Земне царство мали 500 років на вирішення проблеми.
Та в дев'яти турнірах Mortal Kombat перемогу здобував воїн Зовнішнього Світу — принц Горо, якого прислав чаклун Шао Кана на ім'я Шанг Цунг. Врешті Шанг Цунг сам став наглядачем турніру, і для перемоги Імператора залишилася єдина перемога, чому присвячені події першої гри серії. У воїнів Землі залишився останній шанс виграти турнір і врятувати Землю від поневолення.
Mortal Kombat II описує як, зазнавши поразки від шаолінського монаха Лю Кенга (в іншому варіанті імені Лю Кан), Шанг Цунг випросив у Шао Кана спробувати завоювати Землю ще раз. Він влаштував ще один турнір, тепер в Зовнішньому світі, від якого бійці Землі за правилами не могли відмовитися. Турнір у зовнішньому світі виявився вкрай небезпечним, оскільки це була територія Шао Кана, але і цей задум Шанг Цунга провалився.
В Mortal Kombat 3 Шао Кан, програвши Лю Кенгу, придумав як обійти правила Смертельної Битви. Він воскресив свою дружину Сіндел на Землі, що дало йому право відкрити портал в Земне Царство і прийти за нею. Внаслідок такого вторгнення Земля стала частиною Зовнішнього Світу і душі майже всіх людей стали власністю Шао Кана. Вціліло тільки кілька бійців по всій планеті, завдяки захисту бога грому Рейдена. Для знищення обраних воїнів, Шао Кан відправив на Землю армії під проводом кентавра Мотаро. Сили Землі зуміли подолати слуг Шао Кана і об'єднання світів було зупинено.
Згодом, в подіях, показаних у Mortal Kombat 4, палий бог Шіннок і його поплічник, чаклун Куан Чі, заволоділи амулетом, який дозволяв відкривати портали між світами. Вони вторглися в світ Еденію, убили всіх Старших Богів, крім Рейдена і бога вітру Фудзіна, і спробували захопити Земне царство. Зло знову було переможене, Шіннок знищений, а Еденія звільнена. Куан Чі ж пропав в Нижньому світі.
В Нижньому світі Куан Чі знайшов спосіб вибратися з заточення і дізнався місцезнаходження муміфікованої непереможної армії колишнього правителя Зовнішнього світу, Короля драконів Онаґи, і уклав з чаклуном Шанг Цунгом союз для її оживлення — Смертельний Альянс (Deadly Alliance). Перед цим спільними зусиллями вони знайшли і знищили Шао Кана і Лю Кенга, позбувшись найсильніших противників. Проти чаклунів стали билися найкращі воїни, але поодинці вони всі програли. Не маючи спільних ворогів, Куан Чі та Шанг Цунг пішли один на одного, і Куан Чі переміг. Тут з'ясувалося, що через бійця Рептилію вже давно відродилося стародавнє зло — сам Онаґа, який, користуючись нагодою, прийшов повернути свою імперію, чим починається сюжет Mortal Kombat: Deception.
Відразу після появи Онаґи бог Рейден спробував знищити його, пожертвувавши собою, але лише вбив заразом Шанг Цунга і Куан Чі. Король Драконів же вижив та послав свої армії під проводом Бараки проти Земного царства. В цей час повернувся стародавній воїн Шуджінко, колись обманутий Онаґою, який придумав, як знищити дракона. Зібравши воєдино всі сили загиблих воїнів Землі, за підтримки Саб-Зіро, Скорпіона і Кунг Лао він переміг Короля Драконів.
Mortal Kombat: Armageddon розкриває нові сторони всесвіту Mortal Kombat і починається з оповіді про Тейвена і Дейгона — дітей бога-захисника Еденії Аргуса і чаклунки Делії. Чаклунка передбачила знищення всіх світів через битву в кратері в Еденії. Аргус наказав побудувати піраміду в кратері, а Делія створила вогненного елементаля Блейза, такого сильного, що міг перемогти ціле військо з найкращих бійців. Аргус вважав, що всі майбутні воїни мусять бути знищені, а Делія — що слід відібрати їхні сили. Вони вирішили доручити вибір своїм дітям: дістати меч і обладунки, з якими воїнів можна буде або вбити, або позбавити сил. Брати були поміщені в магічний сон, щоб в потрібний час прокинутися і почати пошуки.
Під час повернення Короля Драконів Онаґи пророцтво Делії про кінець світу почало збуватися. Дейгон був розбуджений Червоним драконом, що охороняв його, і створив організацію Червоний Дракон, основним завданням якої було виявити місцезнаходження Блейза і вбити Тейвена. Коли Тейвен був також розбуджений під час повернення Онаґи, він вирушив на пошуки меча та обладунків, але так і не знайшов їх, через дії брата. В цей же час Куан Чі дізнався про силу Блейза і об'єднав всіх наймогутніших бійців, включаючи Шао Кана, Шанг Цунга і Онаґу, щоб не дати силам добра заволодіти силою елементаля. В кратері почалася та сама, передбачена Делією битва. Тейвен і Дейгон почали битися один з одним, Тейвен переміг, забрав меч і вирушив на піраміду Аргуса, яка піднялася з-під землі. Шао Кан зміг вбити Блейза, здобувши могутність перемогти сили добра і з'єднав усі світи із Зовнішнім світом. Але, залишившись тепер без цілей для завоювання, Шао Кан збожеволів.

### Перезапущена серія
Від фіналу Armageddon бере початок перезапуск серії, де Рейден, будучи останнім, кого подолав Шао Кан, посилає самому собі повідомлення в часи десятого турніру Смертельної битви, тобто ті, що показані в першій Mortal Kombat. Так з'являється шанс відвернути фінал Mortal Kombat: Armageddon, і історія розвивається інакше, ніж раніше.
В Mortal Kombat 9 повторюються події перших трьох ігор, але з відмінностями. Так, Шао Кан не зміг заволодіти душами людей і його армія прибула не на безлюдну землю, а зустріла військовий опір. Врешті з'ясувався план Рейдена — дозволити Шао Кану проголосити себе володарем Землі без перемоги в турнірі, що означає порушення правил Старших Богів. В результаті Імператора покарали боги і Земля була врятована. Проте низка героїв загинули, а Шіннок саме на це і сподівався, маючи плани завоювати світи.
Продовження перезапущеної історії показується в Mortal Kombat X. Після перемоги над Шао Каном Шіннок вторгається на Землю, але його вдається подолати та ув'язнити. Згодом владу над Зовнішнім світом захоплює дочка Шао Кана Міліна, а її своєю чергою скидає Котал Кан, з яким Земля укладає мир. Впродовж 20 років багато полеглих героїв повертаються завдяки магії чаклуна Куан Чі і діяльності сил добра, а діти героїв попередньої частини виростають. Проте Міліна починає громадянську війну, а Шіннок стараннями своїх слуг виривається на свободу. Однак врешті Котал Кан утверджує свою владу, а Шіннок знову опиняється в ув'язненні. У фіналі Рейден, який зіграв у цих подіях важливу роль, змінюється, ставши жорстоким і схожим на Шіннока.
У Mortal Kombat 11 Рейден став фанатичним захисником Землі та готував випереджувальну атаку на Пекло. Мати Шіннока, богиня часу Кроніка, змішала різні епохи, що повернуло загиблих героїв та лиходіїв і змусило їх боротися із власними двійниками. Сама Кроніка тим часом збирала енергію аби почати історію заново під власним пануванням. Шукаючи союзників, різні покоління бійців відвідали низку епох та зібрали армію для штурму цитаделі Кроніки. Рейден визнав Лю Кана достойнішим за себе та зробив його новим захисником Землі. Врешті Лю Кану вдалося подолати Кроніку та почати хід історії заново. Події доповнення Aftermath починаються незадовго до моменту, коли Лю Кан починає нову історію. Шанг Цунг, Нічний Вовк і Фуджін після загибелі богині часу звільняються від її чарів і повідомляють, що історію не можна почати заново без корони Кроніки, де зібрано її енергію. Різні бійці заново відвідують низку епох у пошуках корони, але це виявляється план Шанг Цунга з викрадення корони для себе. Залежно від вибору в фіналі, або Лю Кан подорожує в минуле до першої Смертельної битви та обирає Кунг Лао своїм послідовником, або Шанг Цунг здобуває владу над часом і починає завоювання всіх світів.
Mortal Kombat 1 відштовхується від фіналу за Лю Кана в попередній грі, але також показує, що всі інші варіанти розвитку подій так само реальні, відбуваючись у паралельних світах. Лю Кан, ставши богом, створив новий світ, де люди самі обирають власну долю. Проте Шанг Цунг з Mortal Kombat 11 зустрічає свого двійника в світі Лю Кана та залучає на свій бік різних персонажів, щоб заволодіти армією мерців і захопити всі світи. В результаті деякі події попередньої гілки історії повторюються, але Лю Кан збирає героїв, а також героїчних двійників лиходіїв з інших світів для битви проти армії Шанг Цунга. Зрештою героям вдається перемогти та знищити Шанг Цунга остаточно. Разом з тим загроза з боку інших світів лишається, тому Лю Кан набирає команду захисників порядку.

## Адаптації

### Кіно й телебачення
За всесвітом Mortal Kombat створено кінофільми — «Смертельна битва» (1995) та «Смертельна битва: Знищення» (1997). Обидва фільми не отримали високих оцінок у критиків, але зібрали достатньо коштів.
Франчайз Mortal Kombat також послужив основою для створення двох телесеріалів: анімаційного «Смертельна битва: Захисники Землі» (1996) і серіалу «Смертельна битва: Завоювання» (1998—1999). Обидва серіали протрималися в ефірі лише по одному сезону, навіть попри популярність «Смертельна битва: Завоювання» серед фанатів.
У 1995 році на відеокасетах вийшов анімаційний приквел до першого фільму «Смертельна битва: Подорож починається».
14 вересня 1995 в Нью-Йорку почалося театралізоване шоу «Mortal Kombat: The Live Tour», де актори розігрували сцени з історії Mortal Kombat. Побувавши в близько 200 містах США, шоу завершилося в 1996 році.
У 2010 році вийшов короткометражний фільм «Смертельна битва: Переродження». Фільм не був офіційною продукцією Warner Bros., а був знятий режисером Кевіном Танчароеном. Згодом Warner Bros. прийняли рішення профінансувати створення вебсеріалу найнявши того ж режисера. Цей вебсеріал — «Смертельна битва: Спадок», складається з 9 епізодів, які викладалися на YouTube впродовж весни і літа 2011 року.
23 березня 2021 року відбулася прем'єра нового фільму «Мортал Комбат». На 2025 рік планується продовження  «Мортал Комбат 2».

### Музика
У 1994 році музичний гурт The Immortals за мотивами першої гри записала альбом в стилі техно під назвою «Mortal Kombat: The Album» з 10-и композицій. Композиція «Techno Syndrome» увійшла в саундтрек першого фільму і серед фанатів вважається офіційною музичною темою Mortal Kombat.
У 2011 році вийшов альбом «Mortal Kombat: Songs Inspired By the Warriors», створений різними діджеями і приурочений до виходу нової частини серії — Mortal Kombat 9.

### Іграшки
У 1994 році фірма Hasbro випустила серію іграшок по всесвіту Mortal Kombat. Було зроблено по дві версії кожної фігурки: одна версія була заснована на версіях персонажів з ігор, інша на версіях з фільму.
В 2011 вийшло кілька серій іграшок і колекційних фігурок за мотивами Mortal Kombat (2011) і класичних частин серії.

### Інші ігри
У 1996 році Brady Games створили карткову гру Mortal Kombat Kard Game.